# Kelly McCormack
Ne doit pas être confondu avec Kelly McCormick.
Kelly McCormack, née le 14 janvier 1991 à Vancouver (Colombie-Britannique), est une actrice, scénariste, réalisatrice et productrice canadienne. Elle dirige sa société de production, Floyder Films.

## Filmographie

### Cinéma
- 2013 : Play the Film : Vanessa Pike
- 2015 : Barn Wedding : Jessie
- 2016 : Special Correspondents : Comptable de gare
- 2018 : L'Ombre d'Emily : Stacy
- 2020 : Sugar Daddy : Darren
- 2025 : Sorry, Baby d'Eva Victor : Natasha
- 2025 : L'Ombre d'Emily 2 (Another Simple Favor) de Paul Feig : Stacy

### Télévision
- 2006 : Off-Centre Television : la fille du Spa
- 2014 : Teenagers : Emily
- 2014 : Defiance : Jalina
- 2016 : 22.11.63 : Dawn
- 2016 : Damien : Tara
- 2016-2017 : That's My DJ : Dee (9 épisodes)
- 2017 : Save Me : la caissière
- 2017 :  The Neddeaus of Duqesne Island : Eloida Neddeau (10 épisodes)
- 2017-2019 : Killjoys : Zeph (25 épisodes)
- 2018 : The Expanse : Loftis
- 2018 : Crawford : Mlle Vara
- 2018-2019 : Letterkenny : Betty-Anne (7 épisodes)[3]
- 2019 : Carter : Ronnie Hart
- 2020 : The Amazing Gayl Pile : Gayle Pile Sr.
- 2021 : Ginny & Georgia : Maddie (2 épisodes)
- 2021 : Departure : Charlotte (6 épisodes)
- 2021 : Une équipe hors du commun (A League of Their Own) : Jess McCready (8 épisodes)
- 2022 : George and Tammy : Sheila Richey (5 épisodes)